# Listserv
Listserv (som företaget skriver LISTSERV) är ett datorprogram för hantering av e-postlistor, en så kallad e-postlisthanterare. Listserv hjälper till att skapa och administrera olika typer av e-postlistor. De typiska användningsområdena för e-postlistorna är elektroniska nyhetsbrev, diskussionslistor, nyhets- och informationsutskick via e-post.

## Historia
Listserv utvecklades 1986 av L-Softs grundare Eric Thomas Det var den första programvaran för automatisk hantering av e-postlistor.

## Aktuellt
Företaget som utvecklar, säljer och erbjuder supporttjänster för Listserv heter L-Soft. L-Softs huvudkontor ligger i Stockholm.
De som ansvarar för e-postlistorna sköter dessa via programmets webbgränssnitt. Listservs grundläggande funktioner är automatisk prenumeration (opt-in), avprenumeration (opt-out), studshantering (bounces), anpassbara systemmeddelanden till listmedlemmar (till exempel välkomstmeddelanden), samt automatisk arkivering av meddelanden till sökbara webbarkiv. Listserv har många listkonfigurationsmöjligheter och webbgränssnittet går att anpassa, till exempel översätta till svenska och andra språk.
E-postlistorna kan ha tusentals prenumeranter och de livligaste diskussionslistorna kan ha hundratals inlägg dagligen. Många av de mer etablerade diskussionslistorna har blivit communities kring ett ämne som förenar gruppen. För envägskommunikation används Listserv för nyheter samt regelbundna elektroniska publikationer så som nyhetsbrev. Företag eller organisationer installerar oftast Listserv på en egen server. L-Soft erbjuder även Listserv som en hostingtjänst.
Den nuvarande versionen är Listserv 16.0 (december 2009). Listserv Free Edition är en gratis version för hobbyanvändning.

## System som Listserv stöder
Listserv stöder följande operativsystem:
Windows 2000/2003/XP; Unix: AIX (PowerPC), FreeBSD, HP-UX, Linux (32-bitar Intel, 64-bitar Intel och S/390), Solaris (SPARC), Tru64; Mac OS; OpenVMS (Alpha) och VM.
Listserv kan integreras med databaserna IBM DB2, Oracle, Microsoft SQL Server, MySQL eller annan ODBC-kompatibel databas. 
Listserv är integrerad med F-Secure Anti-Virus som granskar alla meddelanden som skickas till e-postlistor. Infekterade meddelanden stoppas och returneras till avsändaren. 
Listserv stöder de tre viktigaste autentiseringsmetoderna: DomainKeys, SPF och SenderID. Stödet för Domainkeys i Listserv innebär att meddelanden som skickas kan signeras automatiskt och därmed autentiseras hos de mottagare som stöder DomainKeys.

### Notförteckning
1. ↑  hostip.info - Bitnet - Network, Internet, Fuchs, and Www Arkiverad 13 februari 2012 hämtat från the Wayback Machine., 2009-01-06

### Länkar som relaterar till Listserv-programmet
- Listserv produktinformation
- Manualer och annan dokumentation
- Gratis utvärderingsversion av Listserv
- Listserv Free Edition - gratis version
- Flash-presentation av Listserv

### Länkar till Listserv historiken
- Listservs historia
- Listservs tidiga historia
- Listservs utvecklare Eric Thomas
- L-Soft, företaget som utvecklar, säljer och ger support för Listserv

### Andra länkar
- Internets historia - 1986